# فهرست درجه‌های نظامی سابق در ایران
- تابین:به معنی زیردست و فرمانبردار، در نظام قدیم ارتش ایران به معنای سرباز بی درجه و معادل «سرباز صفر» در اصطلاح رایج امروز است.
- یاور: نام امروزی: سرگرد
- میرپنج: نام بعدی امیرتومان، نام امروزی: سرلشکر
- نایب: نام امروزی: ستوان
- معین نایب: نام امروزی: استوار
- سلطان: نام امروزی: سروان
- پاسیار: نام امروزی: سرهنگ
- سرتیپ
- یوزباشی
- مین‌باشی
- سردار
- امیر تومان
- امیر لشکر نام امروزی: سرلشکر
- امیرنظام
- سپهسالار
- وکیل: نام امروزی: گروهبان
- سرجوخهٔ بحری: نام امروزی: سرناوی
- ستوان بحری: نام امروزی: ناوبان
- سروان بحری: نام امروزی: ناوسروان
- سرگرد بحری: نام امروزی: ناخدا سوم
- سرهنگ دوم بحری: نام امروزی: ناخدا دوم
- سرهنگ بحری: نام امروزی: ناخدا یکم
- امیرالبحر یکم: نام امروزی: دریاسالار
- امیرالبحر دوم: نام امروزی: دریابان
- امیرالبحر سوم: نام امروزی: دریادار

در ۱۴ دی ۱۳۰۰ به دستور رضاخان سردار سپه کلیه درجات نظامی رایج در قزاقخانه و ژاندارمری لغو گردید و به جای آن درجه‌های جدید معین و اعلام گردید. درجات قدیم شامل امیرتومان، امیر پنجه، کلنل، ماژور و کاپیتان بودند. درجه‌های جدید نیز سپهبد، امیرلشگر، سرتیپ، سرهنگ، یاور، سلطان، نایب اول، نایب دوم، نایب سوم، وکیل اول، وکیل راست، وکیل چپ، سرجوخه، تأمین اول و تأمین دوم معرفی شدند.